# Morko y Mali
Morko y Mali es un programa de televisión de la cadena Disney Junior (Latinoamérica) argentino que está pensado para niños entre 2 y 7 años y empezó a transmitirse el 16 de julio de 2016.

## Argumento
Se trata sobre un niño y una joven, Morko (Tomás Ottaviano) de 9 años y Mali (Agustina Vera) de 14 años. Son hermanos que viven en la selva peruana, ahí conocen a muchos amigos: Los músicos de la selva conocidos como "Los 4": Únana, Dósdo, y los hermanos Trecia y Cuatricio. Además, conocen a los monos Tito, Toto y Tuti, el sapo Sopa, el camaleón Kamo, el perezoso Guga, el hormiguero Tulú, los delfines Nikki y Gala, el tucán Suma y los Luminosos liderados por Silas. En cada capítulo tienen que buscar cosas y con la ayuda de sus amigos, en el fin de cada capítulo lo hacen. Ellos tienen una ocarina para comunicarse cuando están lejos.

## Episodios
Temporada 1 (2016-2017)
1. Episodio: La Carrera De Las Caracolas (1a Parte)
2. Episodio: La Carrera De Las Caracolas (Última Parte)
3. Episodio: Un Desfile Luminoso
4. Episodio: Un Collar de Plumas
5. Episodio: El Gran Plan
6. Episodio: El Día de los Amigos de La Selva
7. Episodio: El Secreto de los Instrumentos Perdidos
8. Episodio: ¿Quién quiere ser Invisible?
9. Episodio: Los 3 Monosqueteros
10. Episodio: Achís, Dijo Guga
11. Episodio: Una Serenata para Gala
12. Episodio: La Guga colgante
13. Episodio: El Baile de los Plátanos
14. Episodio: Un Atrapasueños para Unana
15. Episodio: ¿Cómo Desbaratar un Trabalenguas?
16. Episodio: Niki y Gala tienen visitas
17. Episodio: Un Retrato para Morko
18. Episodio: Una Sopa para Sopa
19. Episodio: El Fantasma
20. Episodio: Atrapado de las Alturas
21. Episodio: El Tresimbao de Tresia
22. Episodio: El Jardín de Bailarín
23. Episodio: El Desfile de los Selvidisfraces
24. Episodio: ¿Queremos Saber?
25. Episodio: Los Carteles Perdidos
26. Episodio: El Ritmo de la Selva

Temporada 2 (2017)
1. Episodio: El Morko Equivocado
2. Episodio: El Coco más rico de la Selva
3. Episodio: Malinieves y los tres monanos
4. Episodio: La Competencia de trompos
5. Episodio: Perfume a pie
6. Episodio: Los Zapatos bailarines
7. Episodio: Un té relajante por favor
8. Episodio: Marcianos en la selva
9. Episodio: Un día de pícnic
10. Episodio: Operativo burbojoso
11. Episodio: La balsa rota
12. Episodio: El monomóvil de Tito
13. Episodio: Con los pelos de punta
14. Episodio: ¿Para quién es el regalo?
15. Episodio: Una Sorpresa para Santa
16. Episodio: En busca de la priprioca
17. Episodio: El más fuerte de la Selva
18. Episodio: Encerrados en la cueva
19. Episodio: Misión Rescate
20. Episodio: No soy yo
21. Episodio: Pasarán Pasarán
22. Episodio: El Tótem se atascó
23. Episodio: Quisiera ser como tú
24. Episodio: Un tesoro para Tulú
25. Episodio: Resfriarse es un mal plan
26. Episodio: La Fruta de lo contrario

## Elenco

### Personas
| Actor                           | Personaje | Temporada | Temporada |
| Actor                           | Personaje | 1         | 2         |
| ------------------------------- | --------- | --------- | --------- |
| Tomás Ottaviano                 | Morko     | Principal | Principal |
| Agustina Vera                   | Mali      | principal | principal |
| Daiana Gabriela Traversa Farias | Únana     | Principal | Principal |
| Daniel Moschini                 | Dósdo     | Principal | Principal |
| Florencia Diacono               | Trecia    | Principal | Principal |
| Leandro Casas Silva             | Cuatricio | Principal | Principal |

### Voces de Títeres
| Actor de voz        | Personaje | Temporada | Temporada |
| Actor de voz        | Personaje | 1         | 2         |
| ------------------- | --------- | --------- | --------- |
| Gerardo Velázquez   | Tito      | Principal | Principal |
| Raymundo Armijo     | Toto      | Principal | Principal |
| Octavio Rojas       | Tuti      | Principal | Principal |
| Gerardo Becker      | Tulú      | Principal | Principal |
| Erika Ugalde        | Gala      | Principal | Principal |
| Sonia Casillas      | Niki      | Principal | Principal |
| Alma Delia          | Guga      | Principal | Principal |
| Sergio Zaldívar     | Sopa      | Principal | Principal |
| Eduardo Partida     | Kamo      | Principal | Principal |
| Ulises Maynardo     | Silas     | Principal | Principal |
| Gerardo Becker      | Luminosos | Principal | Principal |
| Gerardo Velázquez   | Luminosos | Principal | Principal |
| Raymundo Armijo     | Luminosos | Principal | Principal |
| Moisés Palacios     | Cuac      | Invitado  |           |
| Luis Daniel Ramírez | Duvet     | Invitado  |           |

## Canciones
Cd "Aventuras en la selva" (2016):
1. La aventura es un placer
2. Trabajando juntos
3. Soy el sapo Sopa
4. Canción de Guga
5. Que bueno que somos hermanos
6. Lumi, Luminosos
7. El río rápido
8. Amigos pequeños, amigos grandes
9. La canción de Tulú ofendido
10. Niki y Gala, las delfines
11. Vengan a la selva
12. Si sigo comiendo de más
13. No Tengas Miedo
14. El Himno de la selva
15. Un nuevo sonido encontrarás